# Operación Banner
Se denomina Operación Banner a la operación militar, iniciada en 1969, con la que el Ejército Británico comenzó la ocupación de Irlanda del Norte. Con un despliegue de tropas que duró 38 años, esta operación fue la más larga de toda la historia del Reino Unido.

## Historia

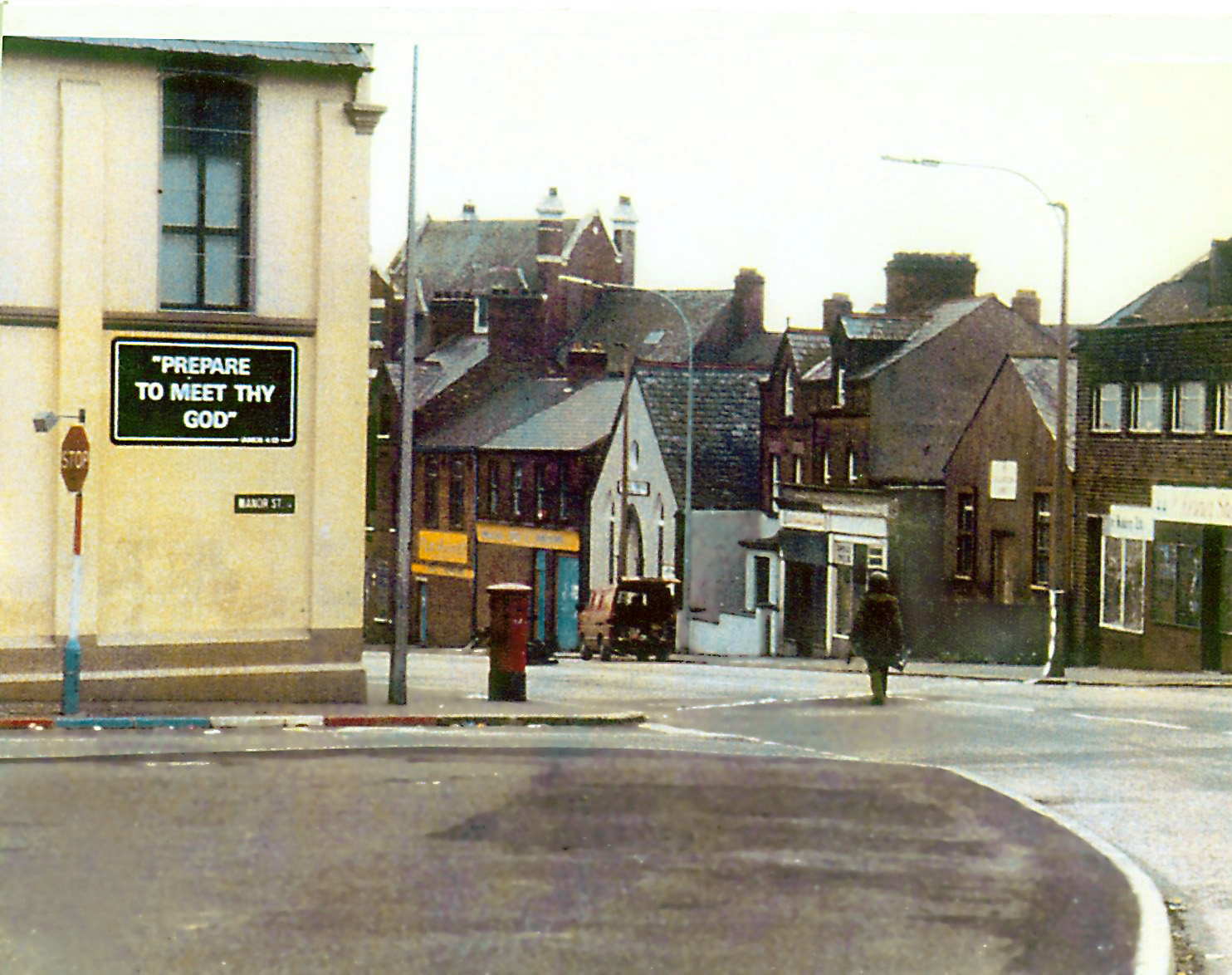
Un artificiero del ejército británico se acerca a un dispositivo sospechoso en Belfast, en 2005.

La Operación Banner comenzó con el envío de una fuerza de 5.000 soldados a la región ante el agravamiento de la crisis entre protestantes y católicos en 1969.
Oficialmente, la operación se dio por concluida el 31 de julio de 2007, con la retirada de la mayor parte de las tropas en cumplimiento del acuerdo de Viernes Santo y el acuartelamiento de un pequeño contingente destinado a misiones de ultramar. Un total de 763 militares británicos perdieron la vida en acción.
- Datos: Q690413